# Xã Monroe, Quận Randolph, Indiana
Xã Monroe (tiếng Anh: Monroe Township) là một xã thuộc quận Randolph, tiểu bang Indiana, Hoa Kỳ. Năm 2010, dân số của xã này là 3.711 người.